# 66 Drive-In
O 66 Drive-In é um cinema drive-in histórico localizado no distrito histórico nacional da Rota 66 dos Estados Unidos em Carthage, Condado de Jasper, Missouri. O cinema foi inaugurado em 22 de setembro de 1949, quatro anos antes de as primeiras estações de televisão locais entrarem em operação na área de Joplin-Springfield. Em uma época anterior à adoção generalizada de transistores e à invenção dos circuito integrado, os rádios automotivos não eram equipamentos padrão em todos os veículos. Os poucos rádios instalados nos veículos eram projetados com tubos de vácuo e consumiam muita energia para os padrões modernos. Portanto, uma série de postes no estacionamento do local de nove acres foi instalada para conter alto-falantes para que os espectadores pudessem ouvir o filme.
Quando a televisão se tornou rival do cinema na década de 1950, os estúdios de cinema adotaram o formato widescreen para diferenciar seu produto da transmissão de TV; a tela do drive-in foi ampliada em algum momento após 1953 para acomodar a mudança de formato. Um playground foi adicionado ao local durante a era do baby boom.

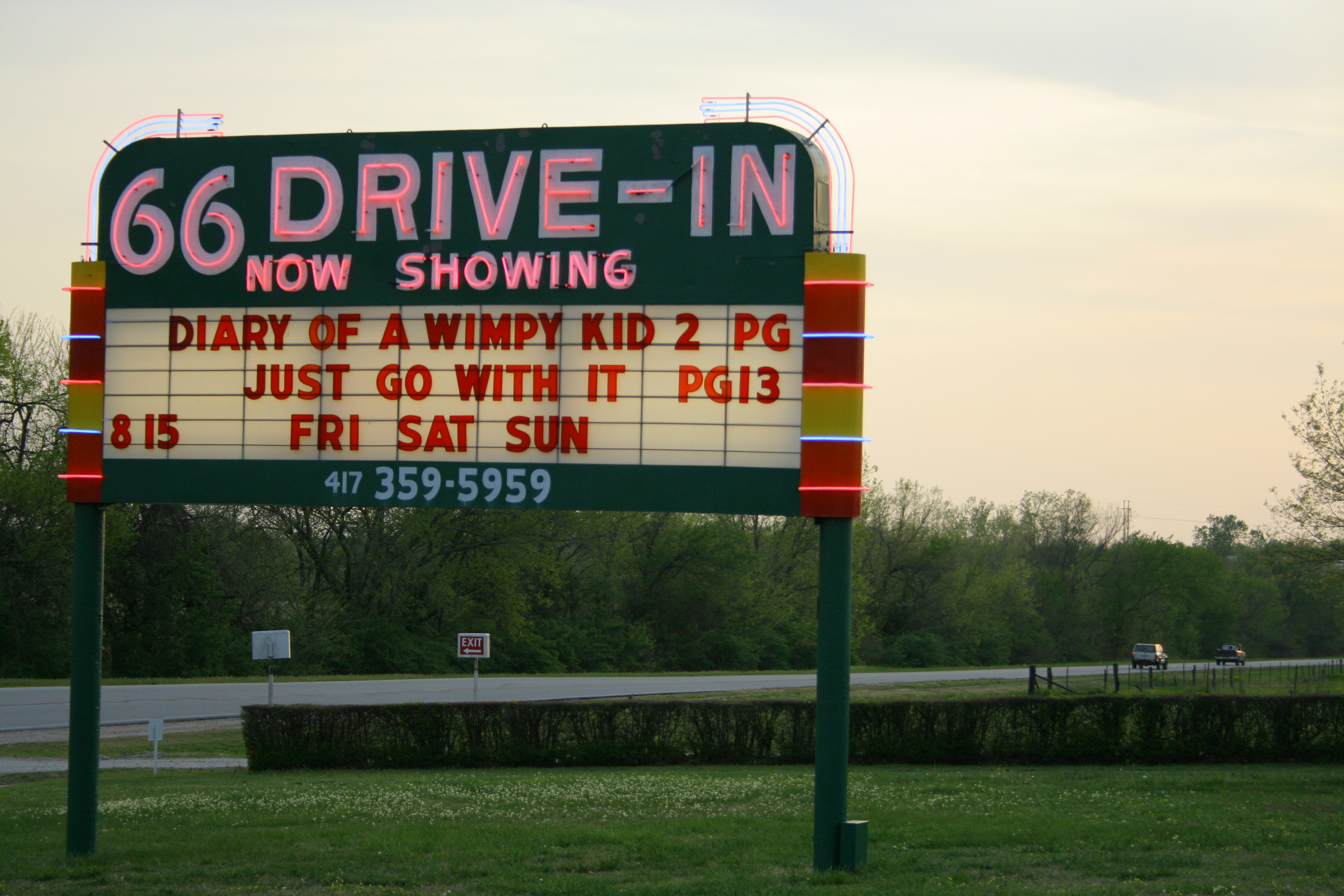
Letreiro de neon iluminado no 66 Drive-in

O cinema foi fechado em 1985, mas foi reformado e reaberto em 1998. Agora, exibe dois filmes por semana, sexta, sábado e domingo.
Os alto-falantes não existem mais, embora os postes que os sustentavam permaneçam.
Um local de cinema drive-in com muitas semelhanças com o design original do 66 Drive-In (como a proporção de tela 4:3 original, alto-falantes montados em postes e sinalização de neon na marquise) aparece durante o epílogo do filme Carros, de 2006, da Pixar. O drive-in fictício é retratado exibindo versões paródicas de outros longas-metragens da Pixar.